# Dabaoji-Palast und Liuli-Halle

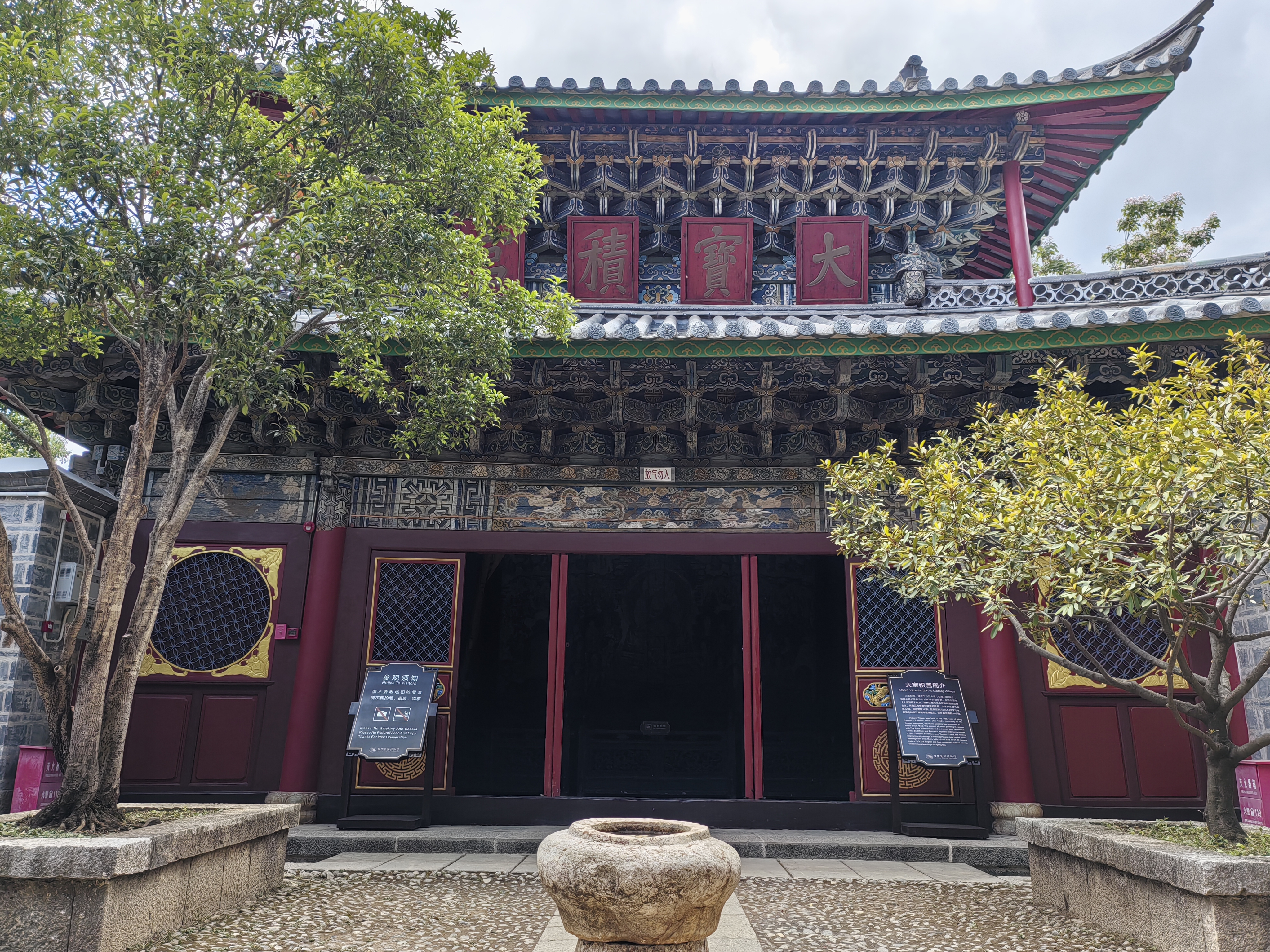
Dabaoji-Palast

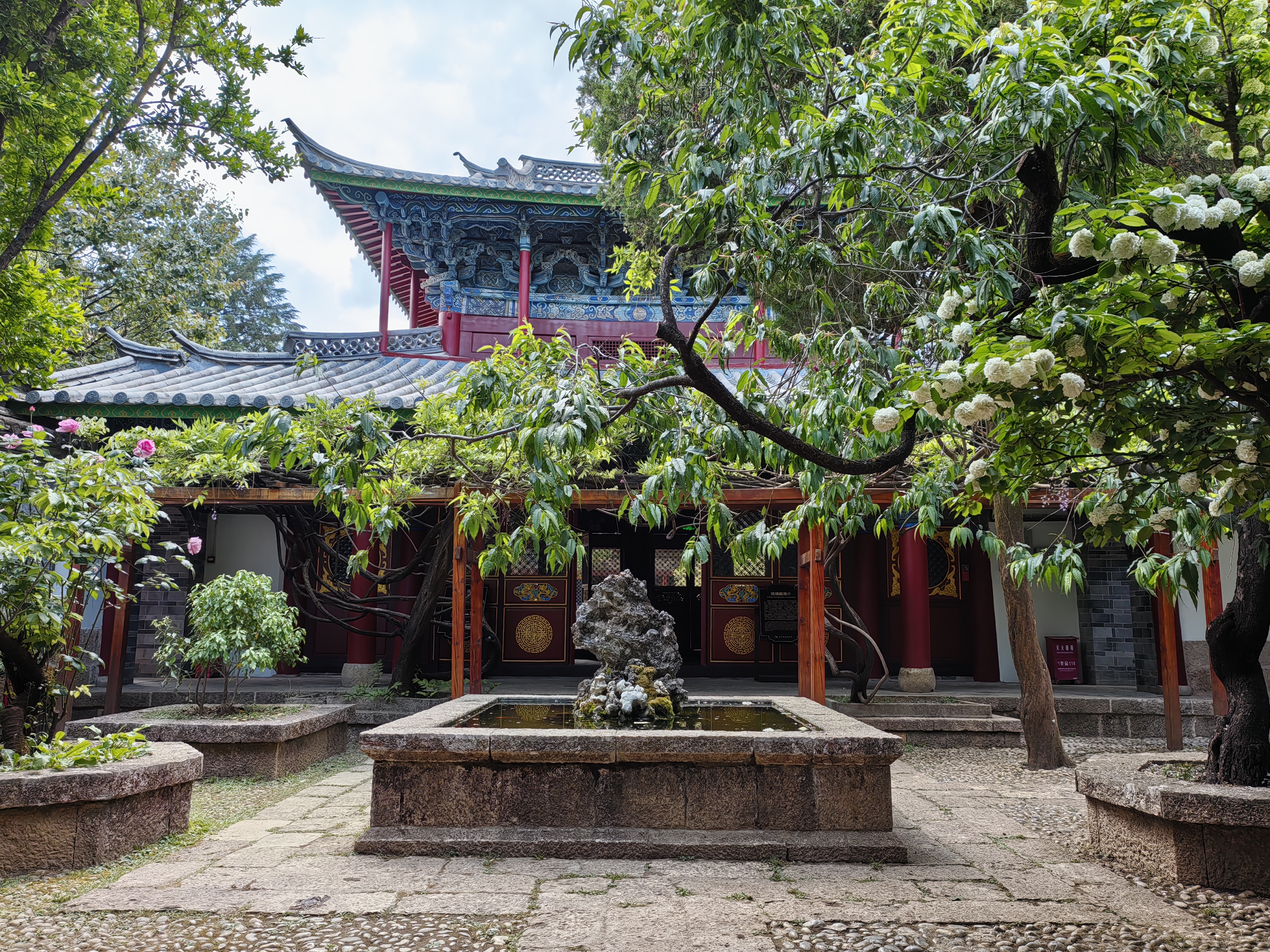
Liuli-Halle

Der Gebäudekomplex der Dabaoji-Palast und Liuli-Halle (chinesisch 大寶積宮與琉璃殿 / 大宝积宫与琉璃殿, Pinyin Dà Bǎojī Gōng yǔ Liúlí Diàn – „Maharatnakuta-Palast und Glasierte-Dachziegel-Halle“) aus der Zeit der Ming-Dynastie liegt im Ort Baisha im Autonomen Kreis Yulong der Naxi der bezirksfreien Stadt Lijiang in der chinesischen Provinz Yunnan. Die religiöse Stätte des Chan-Buddhismus, esoterischen Buddhismus und Daoismus ist ein wichtiges Kulturdenkmal aus der Zeit der Ming-Dynastie.
Die Gebäude sind im chinesischen Baustil errichtet, sie sind berühmt für ihre Wandmalereien (die Baisha-Fresken) im Stil des esoterischen oder tantrischen Buddhismus (Vajrayana). Die Glasierte-Dachziegel-Halle wurde 1417 errichtet, der Maharatnakuta-Palast wurde 1582 von Lijiang Tusi Mu Wang 木旺 erbaut.
Der Dabaoji-Palast und die Liuli-Halle (Dabaoji gong yu Liuli dian) stehen seit 1996 gemeinsam auf der Liste der Denkmäler der Volksrepublik China (4-159).